# Gmina Zawoja
Die Gmina Zawoja ist eine Landgemeinde im Powiat Suski in der Woiwodschaft Kleinpolen in Polen. Ihr Sitz ist das gleichnamige Dorf mit etwa 6500 Einwohnern.

## Geographie

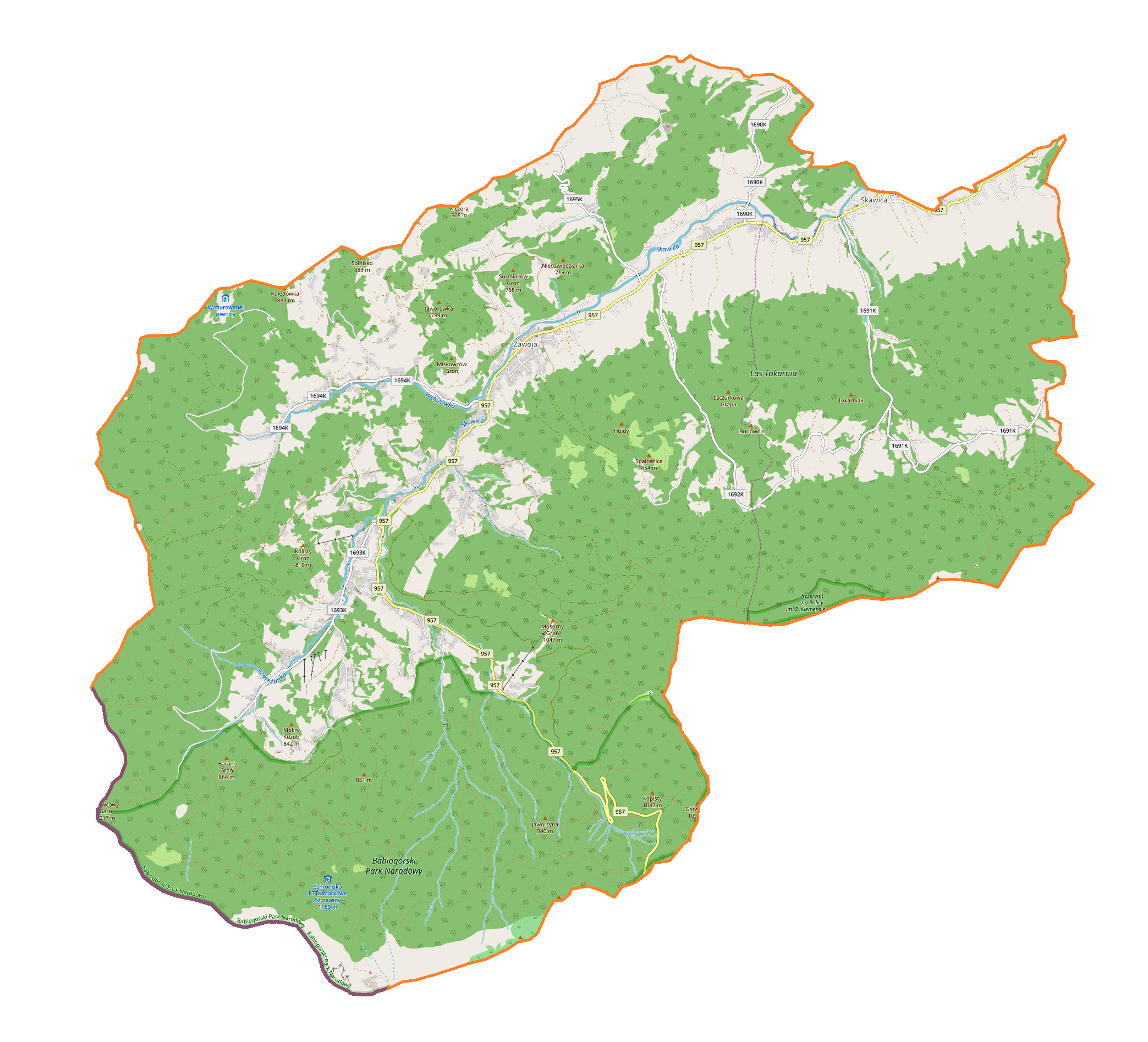
Karte der Landgemeinde

Die Gemeinde hat eine Flächenausdehnung von 128 km². Vom Gemeindegebiet werden 32 Prozent land- und 66 Prozent forstwirtschaftlich genutzt. Die Gemeinde liegt zwanzig Kilometer südlich von Wadowice. Zu den Gewässern gehört die Skawica. Der Hauptort ist Sitz des Nationalparks Babia Góra, benannt nach dem Bergmassiv Babia Góra (1725 m).

## Geschichte
Auf Gemeindegebiet kollidierte am 2. April 1969 eine vollbesetzte Antonow An-24 der LOT mit dem Berg Polica. In den Jahren 2003 und 2009 wurden an der Absturzstelle eine Gedenktafel und ein Denkmal errichtet.
Von 1975 bis 1998 gehörte die Gemeinde zur Woiwodschaft Bielsko-Biała.

### Gemeindepartnerschaften
- Cserkeszőlő, Ungarn
- Öcsöd, Ungarn
- Jaworiw, Ukraine

## Gliederung
Die Landgemeinde (gmina wiejska) besteht aus den Dörfern Zawoja und Skawica. Diese unterteilen sich in acht Schulzenämter (sołectwa):
- Skawica Centrum und Skawica Sucha Góra
- Zawoja Górna, Zawoja  Centrum, Zawoja Przysłop, Zawoja Dolna, Zawoja Mosorne und Zawoja Wełcza.[4]

## Sehenswürdigkeiten
- Pfarrkirche in Zawoja, in Holzbauweise errichtet 1757–59 und 1888 umgebaut
- Wegkapelle in Zawoja (18. Jahrhundert)
- Holzhäuser im Skansen bei Zawoja

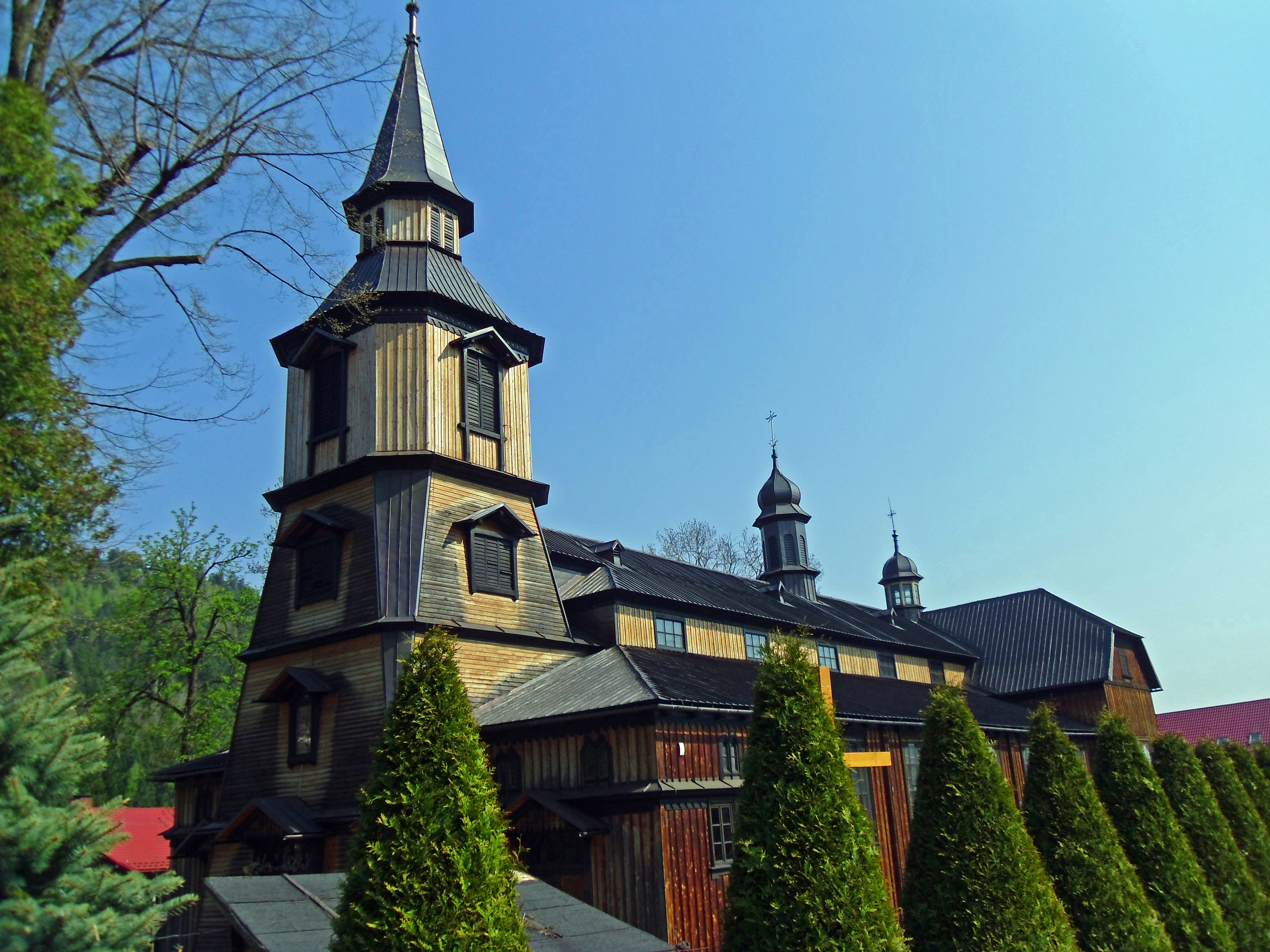
Pfarrkirche in Zawoja
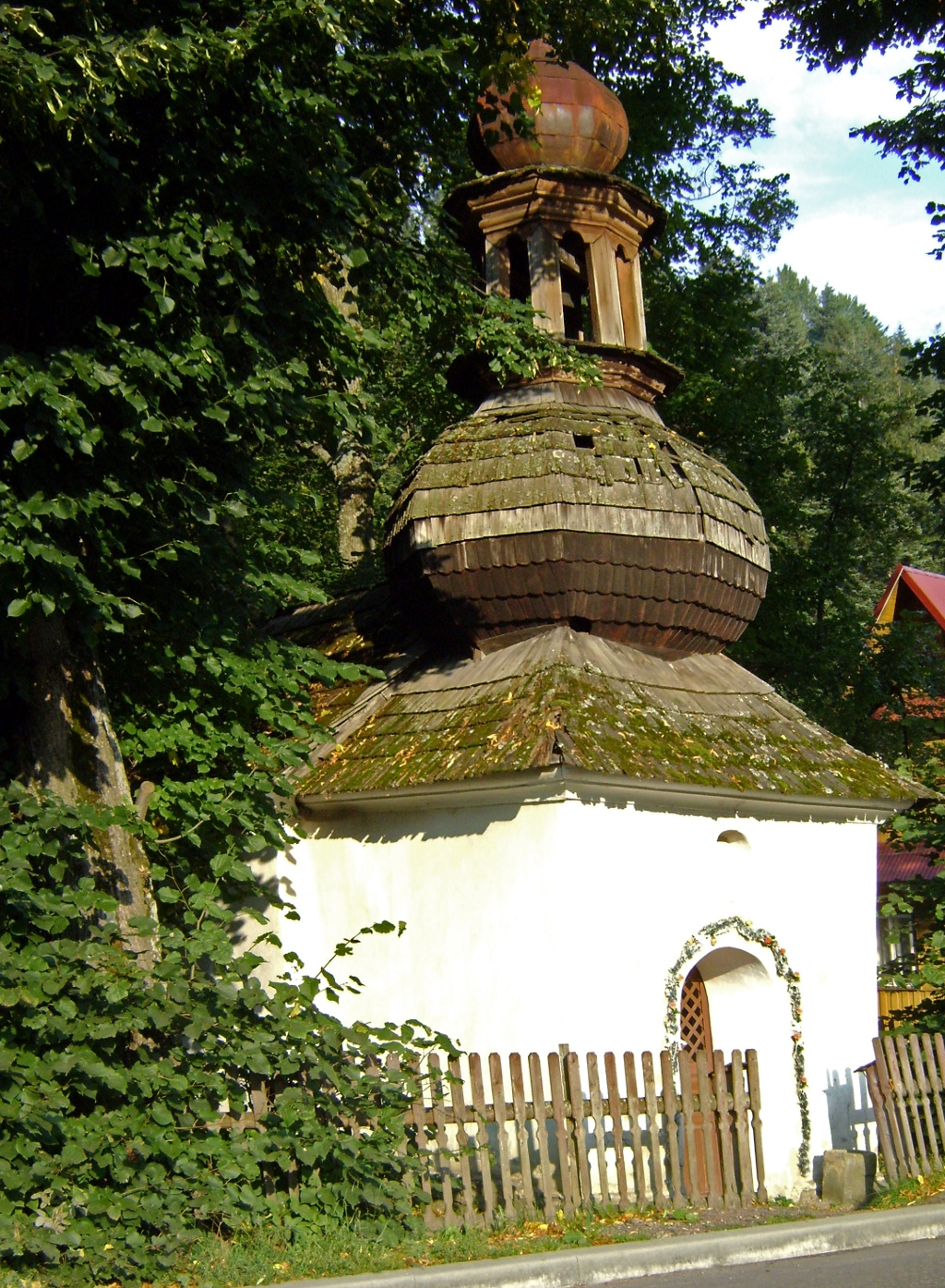
Kapelle in Zawoja
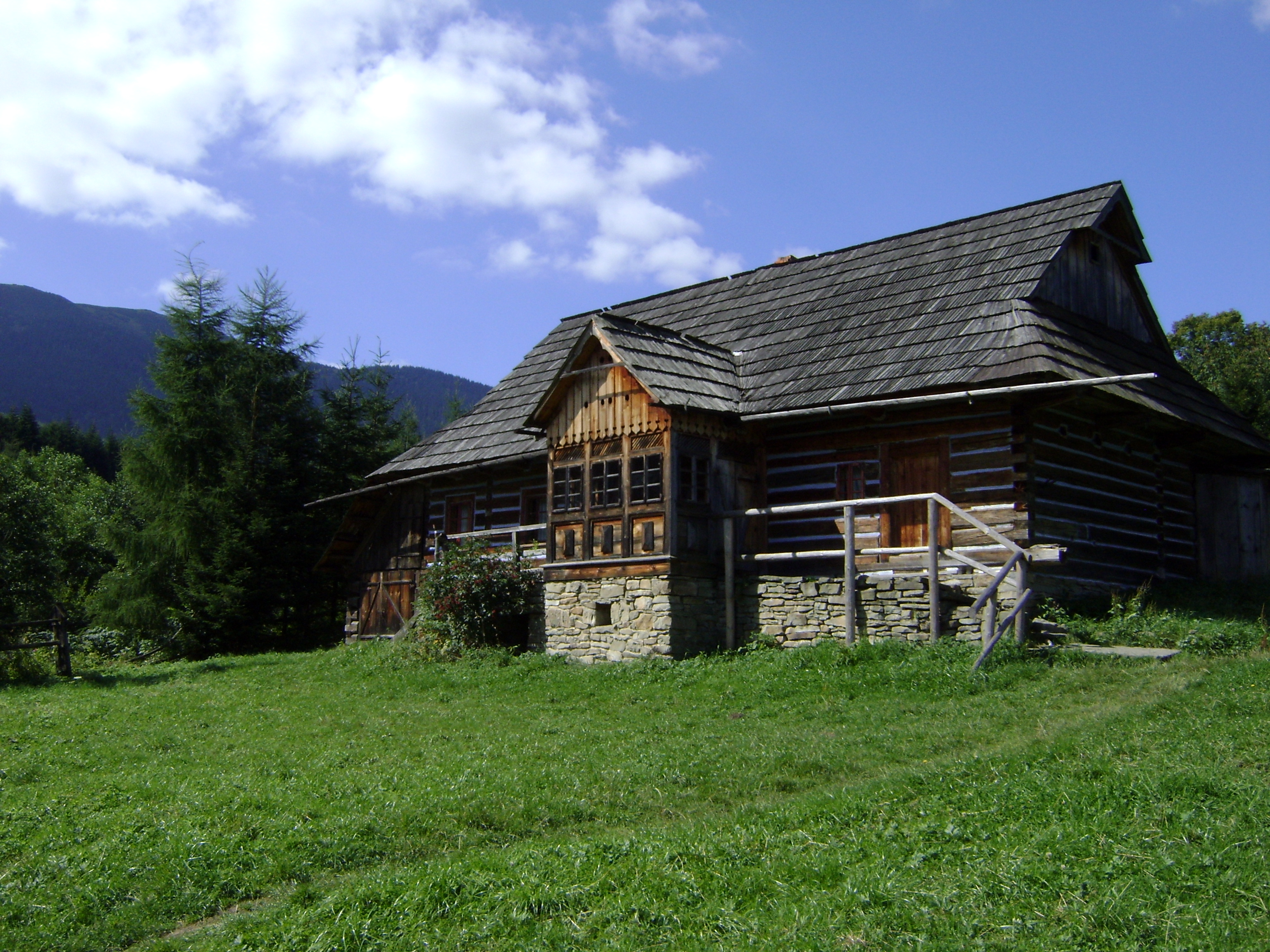
Holzhaus bei Zawoja
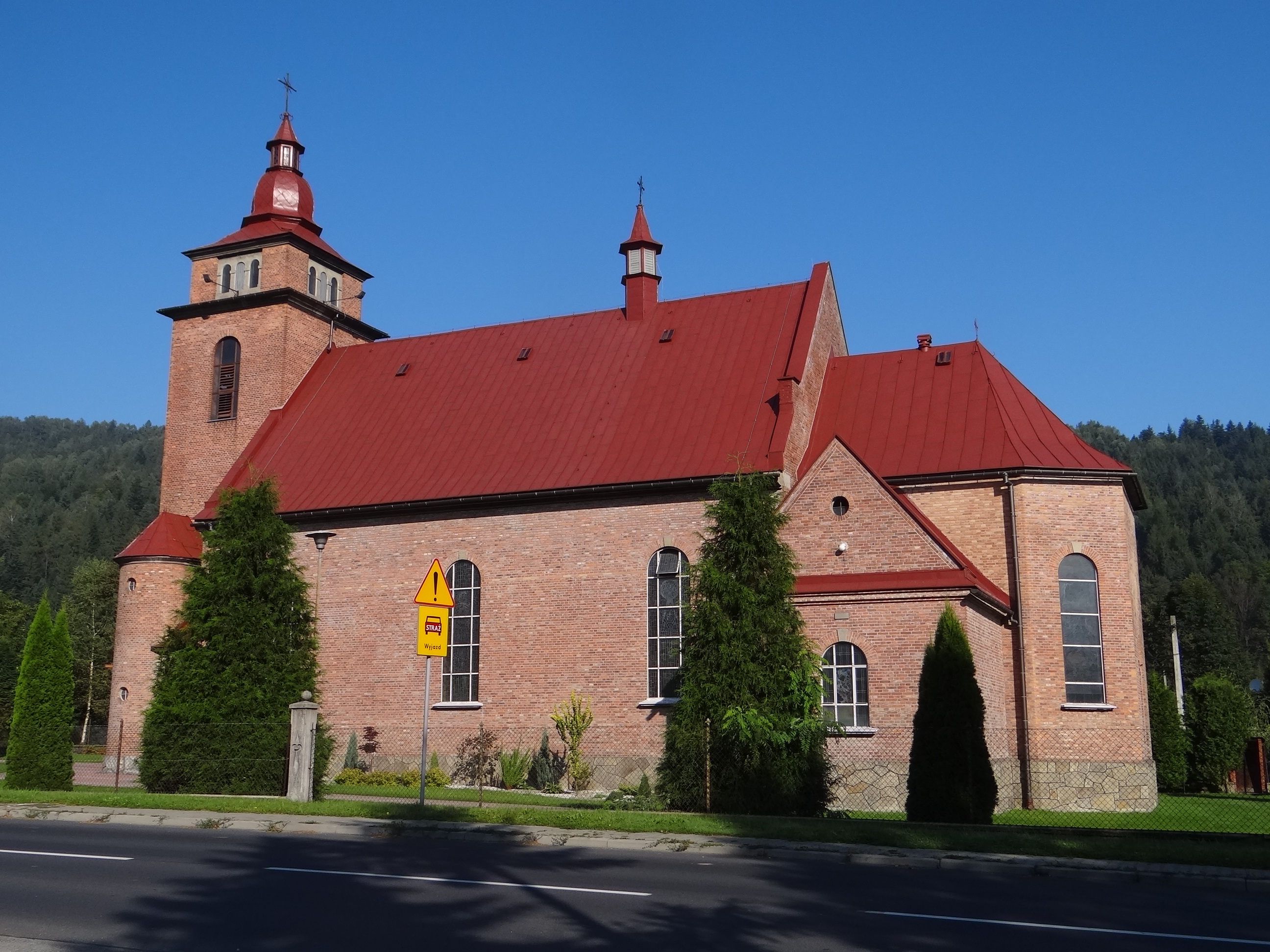
Pfarrkirche in Skawica